# Gobernación de Vilna
La gobernación de Vilna (1795-1915; también conocida como gobernación de Lituania-Vilna de 1801 hasta 1840; en ruso: Виленская губерния, Vilenskaya guberniya, en lituano: Vilniaus gubernija, polaco: gubernia wileńska) o gobierno de Vilna era una gubernia del Imperio ruso creada después de la tercera partición de la República de las Dos Naciones en 1795. Formó parte de la Gobernación General de Lituania, la cual se llamó Vilna desde 1830, y englobada en el krai del Noroeste. La capital era Vilna, donde residía el gobernador general.

## Historia

Gobernación de Vilna (verde claro), 1795-1797, con el perfil moderno de Lituania.

Gobernación de Vilna (verde claro), 1843-1915, con el perfil moderno de Lituania.

Las primeras gobernaciones, Vilna (constando de once uyezds o distritos) y Slonim, fueron establecidas después de la tercera partición de Polonia. Justo un año más tarde, el 12 de diciembre de 1796, por orden del zar Pablo I  fueron fusionadas en una sola, llamada gobernación de Lituania, con su capital en Vilna. Por orden del zar Alejandro I del 19 de septiembre de 1801, la  gobernación de Lituania fue partida en las de Lituania-Vilna y Lituania-Grodno. Después de 39 años, la palabra "Lituania" fue removida de ambos nombres por Nicolás I. En 1843 tuvo lugar otra reforma administrativa, creando la gobernación de Kaunas (Kovno en ruso) con los siete distritos occidentales de la de Vilna, incluyendo toda Žemaitija. La gobernación de Vilna recibió tres distritos adicionales: Vileyka y Dzisna de la de Minsk y Lida de la de Grodno. Esté dividido a distritos de Vilna,  Trakai, Disna, Oshmyany, Lida, Vileyka y Sventiany. Este arreglo quedó sin cambios hasta la Primera Guerra Mundial. Una parte de la gobernación de  Vilna fue incluida entonces en el Distrito de Lituania del Ober Ost, formado por las zonas ocupadas por el Imperio alemán.
Durante el guerra polaco-soviética, el área fue anexada por Polonia. El Consejo de Embajadores y la comunidad internacional (con la excepción de Lituania) reconocieron la soberanía polaca sobre la región de Vilna en 1923. En 1923 fue creado el voivodato de Vilna, el cual existió hasta 1939, cuándo la Unión Soviética ocupó Lituania y Polonia y regresó la mayoría de las tierras anexadas por Polonia a Lituania.

## Demografía
En 1834 la gobernación de Vilna tenía aproximadamente 789 000 habitantes; por 1897, la población había crecido a aproximadamente a 1 591 000 habitantes (37 por kilómetro cuadrado). La población era 56.1%  bielorrusos, 17.6% lituanos, 12.7% judíos y 8.2% polacos.
El censo de Alemania durante la ocupación alemana en 1916 mostró que el 60% del territorio de la gobernación de Vilna estaba habitado por polacos, 15-20% - lituanos, 20-25% - otros (en su mayoría judíos y bielorrusos). La diferencia entre los censos alemán y ruso es que los rusos subestimaron y falsificaron el número de polacos principalmente a favor de los rusos.

## Subdivisiones
| Uyezds en 1795                        | Uyezds en 1843 |
| ------------------------------------- | -------------- |
| Ashmiany                              |                |
| Braslaw (desde 1835 Novoaleksandrovsk | (A Kovno)      |
| (de Minsk)                            | Dzisna         |
| Kovno                                 | (A Kovno)      |
| (de Grodno)                           | Lida           |
| Rossieny                              | (A Kovno)      |
| Shavli                                | (A Kovno)      |
| Švenčionys                            |                |
| Telshi                                | (A Kovno)      |
| Trakai                                |                |
| Ukmergė                               | (A Kovno)      |
| Upytė (desde 1843 Panevėžys)          | (A Kovno)      |
| (de Minsk)                            | Vileyka        |
| Vilna                                 |                |

## Gobernadores generales
- Nikolái Vasílievich Repnin (1794-1797)
- Mijaíl Ilariónovich  Kutúzov (1799-1801)
- Levin August von Bennigsen (1801-1806)
- Aleksandr Mijáilovich Rimski-Kórsakov (1806-1830)
- Mijaíl Nikoláyevich Muraviov-Vilenski (1863-1865)
- Konstantín Petróvich von Kaufman (1865-1866)
- Aleksandr Potapov (1868-1874)
- Eduard Totleben (1880-1884)
- Piotr Dmítrievich Sviatopolk-Mirski (1902-1904)

## Composición étnica
Las autoridades rusas periódicamente realizaban censos. Aun así, los informes daban números diferentes:
| Año  | Total     | Lituanos | Lituanos | Polacos | Polacos | Bielorrusos | Bielorrusos | Rusos   | Rusos   | Judíos  | Judíos | Otros  | Otros |
| ---- | --------- | -------- | -------- | ------- | ------- | ----------- | ----------- | ------- | ------- | ------- | ------ | ------ | ----- |
| 1862 | 838,464   | 418,880  | 50%      | 154,386 | 18%     | 146,431     | 17%         | 14,950  | 2%      | 76,802  | 9%     | 27,035 | 3%    |
| 1865 | 891,715   | 210,273  | 24%      | 154,386 | 17%     | 418,289     | 47%         | 27,845  | 3%      | 76,802  | 9%     | 4,120  | 0%    |
| 1883 | 1,192,000 | 417,200  | 35%      | 281,312 | 24%     | 239,592     | 20%         | -       | 176,416 | 15%     | 77,480 | 7%     |       |
| 1897 | 1,561,713 | 274,414  | 18%      | 126,770 | 8%      | 880,940     | 56%         | 75,803  | 5%      | 197,929 | 13%    | 5,857  | 0%    |
| 1909 | 1,550,057 | 231,848  | 15%      | 188,931 | 12%     | 570,351     | 37%         | 408,817 | 26%     | 146,066 | 9%     | 4,094  | 0%    |